# 존재와 언어
《존재와 언어》는 김현이 1964년 2편의 논문과 등단 평론을 포함한 4편의 평론을 묶어 낸 첫 번째 평론집이다. 이 평론집은 5백 부 한정판으로 찍어냈다.
《존재와 언어》는 김현의 문학적 사유의 원형을 보여 주면서 한국의 문학인으로서 서구의 작가 작품들을 어떻게 수용하고 그것으로써 문학적 자원을 어떻게 풍요하게 만들 것인가를 모색하고 있다.

## 목차
- 말라르메 혹은 言語로 私有되는 不在 / 9쪽
- 超現實主義 硏究(초현실주의 연구) /101쪽
- 絶對의 追求 (절대의 추구) / 183쪽
- 神 없는 시대에서의 疾走(질주) / 207쪽
- 李霜(이상)에 나타난 만남의 問題(문제) / 229쪽
- 나르시스 詩論 / 225쪽
- 後記 / 271쪽

## 같이 보기
- 김현
- 68그룹
- 비평
- 목포문학관